# Vombatomorfs
Els vombatomorfs (Vombatomorphia) són un infraordre de marsupials vombatiformes de l'ordre dels diprotodonts. Els únics representants vivents d'aquest grup són els uombats, però té un registre fòssil abundant que es remunta fins a l'Oligocè inferior, fa aproximadament 28 milions d'anys. Tot i que la grandíssima majoria de les espècies extintes vivien a Austràlia, igual que els uombats d'avui en dia, també n'hi havia algunes que habitaven Nova Guinea. La fórmula dental era d'una dent incisiva, cap canina, tres premolars i entre una i quatre molars.